# Bleke eenstaart
De bleke eenstaart (Falcaria lacertinaria) is een nachtvlinder uit de familie Drepanidae (eenstaartjes). De vlinder heeft een voorvleugellengte van 14 tot 18 millimeter. De soort overwintert als pop in een opgevouwen blad. De soort komt verspreid over Europa en Klein-Azië voor.

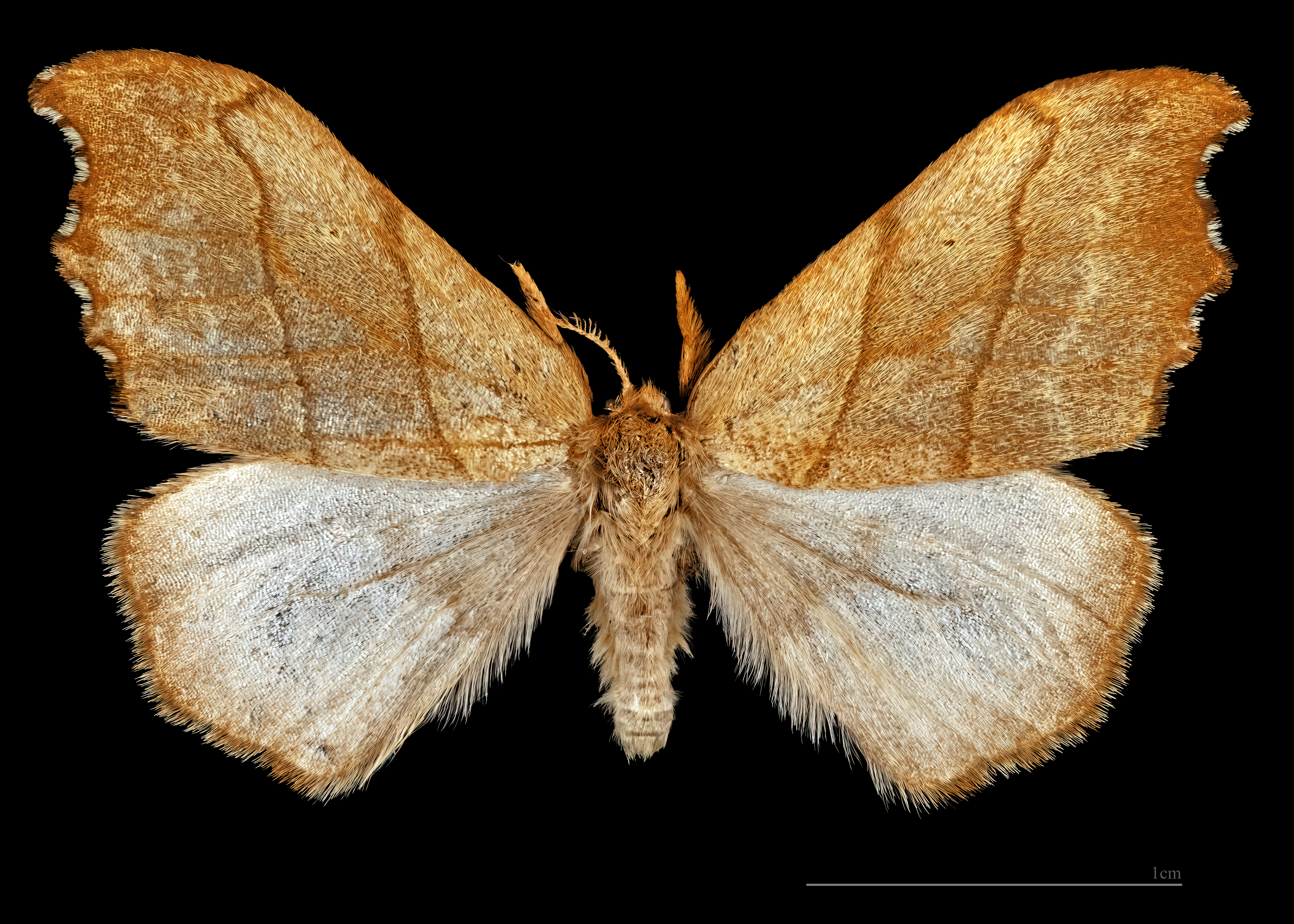
♂
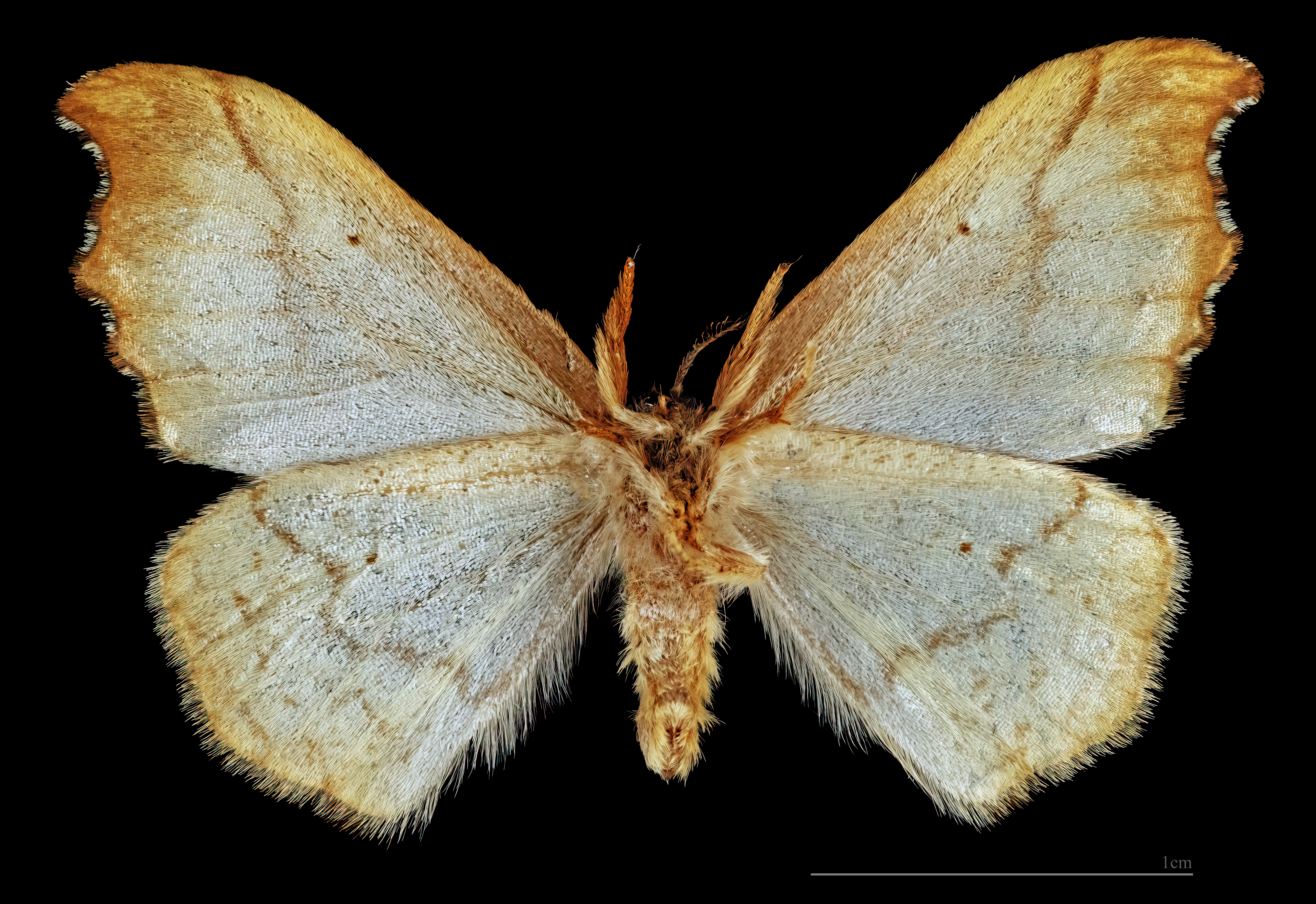
♂ △
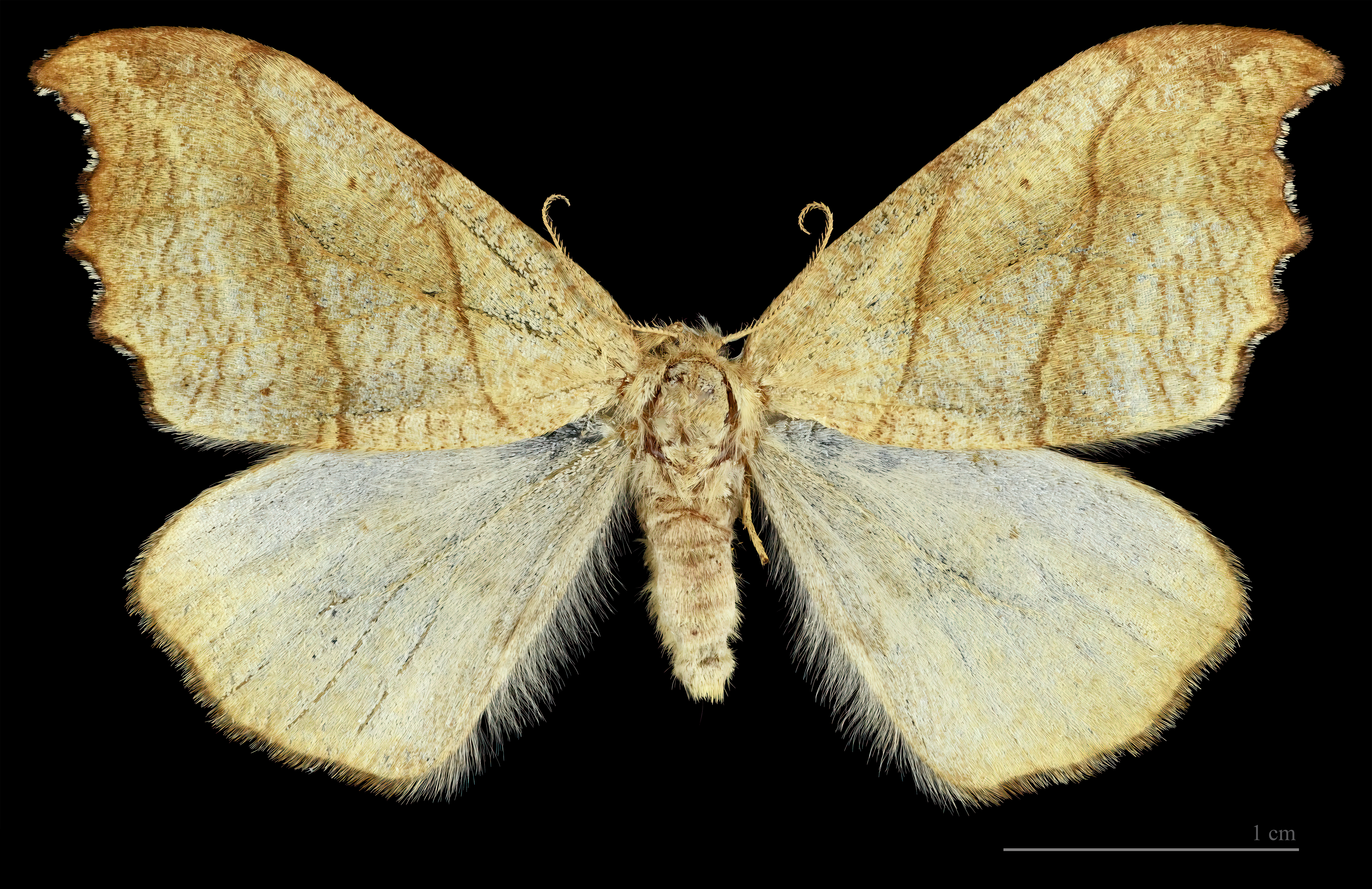
♀
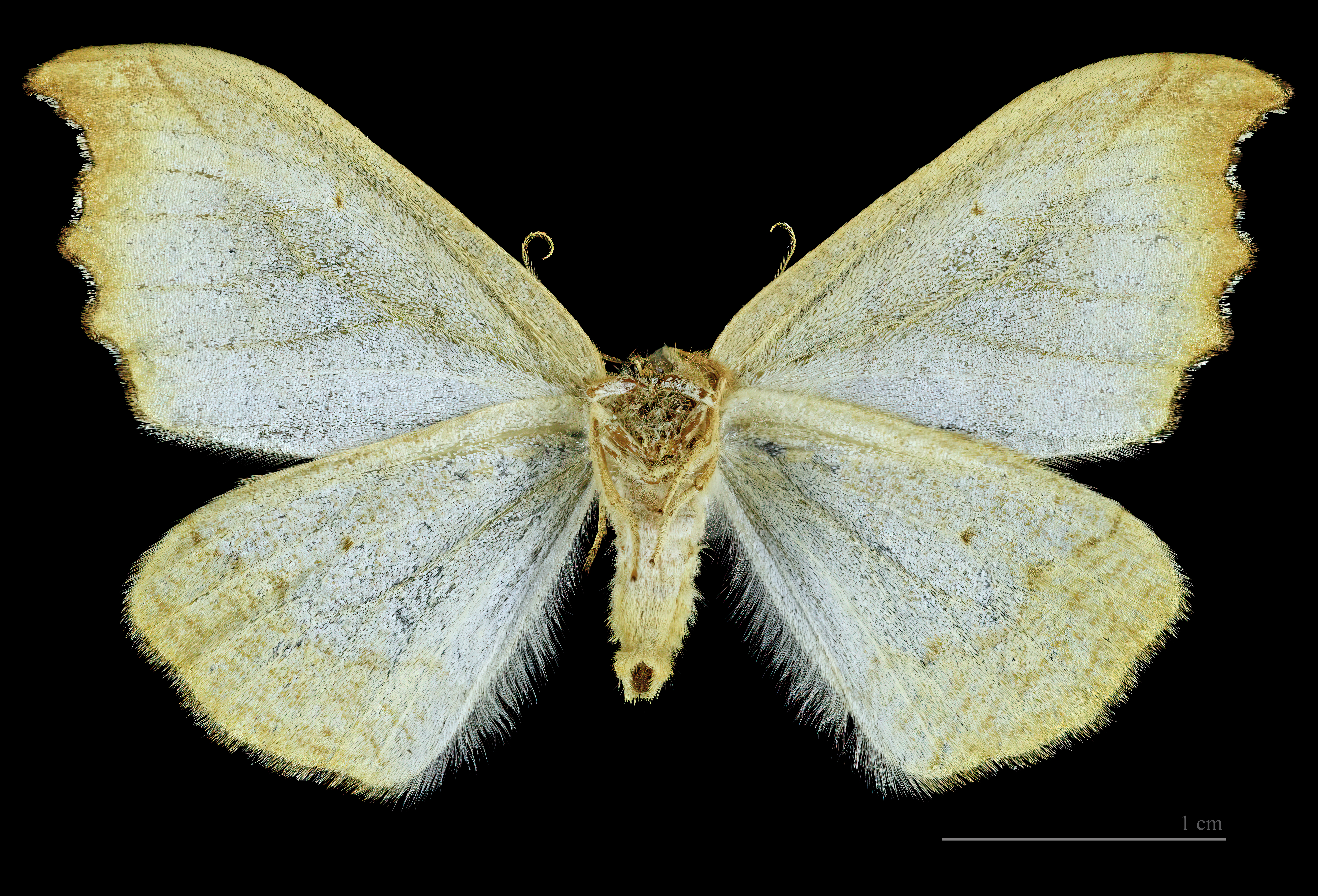
♀ △

## Waardplanten
De waardplanten van de bleke eenstaart zijn berk en els.

## Voorkomen in Nederland en België
De bleke eenstaart is in Nederland en België een vrij algemene soort, die verspreid over het hele gebied voorkomt. De soort kent twee generaties die vliegen van april tot en met augustus.